# Эдэрмэг
Эдэрмэ́г — улус в Кижингинском районе Бурятии. Административный центр сельского поселения «Верхнекижингинский сомон».

## География
Расположен в 25 км к юго-западу от районного центра, села Кижинга, на республиканской автодороге 03К-021 Ушхайта — Новокижингинск — граница с Забайкальским краем, на левом берегу реки Кижинги (левый приток Худана), при впадении в неё речки Нарин-Шэбэр. 

## Население
| 2002 | 2010 |
| ---- | ---- |
| 538  | ↘514 |

## Известные уроженцы
- Ирилто Дампилон (1904—1938) — советский государственный деятель. Председатель Центрального Исполнительного Комитета Бурят-Монгольской АССР (1934—1934), Народный комиссар просвещения Бурят-Монгольской АССР (1930—1932). редактор, публицист и литературный критик.
- Дугаржап Донгидон (1904—1938) — первый секретарь Бурят-Монгольского обкома ВЛКСМ. С 1935 по 1938 годы — нарком просвещения Бурят-Монгольской АССР.
- Жигжит Батуев (1915—1996) — бурятский композитор, вместе с Дандаром Аюшеевым и Бау Ямпиловым является одним из основоположников бурятской композиторской школы.
- Цыбик Цыренович Цыдыпов (1911—1973) — снайпер Великой Отечественной войны, сержант.